# Суґіяма Норіакі
Норіакі Суґіяма (яп. 杉山 紀彰) — японський актор і диктор. Він озвучує Урю Ішіду у «Бліч», Саске Учіху у «Наруто» та Шіро Емія у «Fate/stay night».
Норіакі Суґіяма народився 9 березня 1974 року у Токіо.
Працює актором озвучки з 1999 року і донині.
Визначними роботами є озвучка Урю Ішіди у Блічі, Саске Учіхи у Наруто та Акіто Шукурі у Норн9.